# Bosque tropófilo
El bosque tropófilo o selva tropófila es un tipo de formación vegetal formado generalmente por árboles caducifolios en áreas de clima intertropical de sabana, cuya marcada estacionalidad de las lluvias genera una adaptación de la vegetación a la existencia de una época de muy escasas lluvias. Su nombre es un neologismo, aunque en realidad tiene bastante tiempo de haber sido creado y procede del término griego tropos (cambio) y filos (amante). Se trata de una vegetación de árboles caducifolios (de hoja caediza) que pierden sus hojas durante la época de sequía y, en las zonas más favorables, árboles de hoja perenne que suelen tener raíces profundas y que ocupan los mejores suelos (también más profundos) que ocupan las áreas de piedemonte en Venezuela, Colombia y otros países. También se ha caracterizado a la sabana como vegetación tropófila ya que también está adaptada a un clima estacional con dos épocas (una de sequía y otra de lluvias). Y en varios estudios se habla de una vegetación de bosque tropófilo que ha venido siendo sustituido por la sabana por los incendios ocasionales desde la etapa histórica indígena hasta la actualidad. Así se habla de una selva tropófila que se convierte en sabana antrópica (al ir eliminando los árboles) o en sabana pirófila, de piros (fuego), que hace referencia a las quemas producidas por el hombre en áreas de sabana al final de las lluvias, con el fin de aprovechar los suelos en la agricultura.

## Clima
El clima estacional del llano parece no afectar mucho al bosque tropical de la zona. Es cierto que la escasez de agua durante la época de sequía es un factor limitante de la vida, pero el bosque de los llanos casi siempre crece y se desarrolla en suelos que de algún modo tienen constante suministro de agua, aunque el nivel freático descienda bastante durante esa época de sequía. Estos bosques son llamados caducos, debido a que están constituidos por especies de árboles que pierden sus hojas, como un mecanismo de conservación de agua cuando la sequía aprieta.

## Hidrografía y suelos
Este bioma se caracteriza por temperaturas altas, entre 23 y 28 °C, y precipitaciones pluviales moderadas. Los árboles de este bioma generalmente pierden las hojas en la estación seca, por lo que también es llamado bosque tropical caducifolio. Se encuentra en el norte de Guayana, en los estados Portuguesa, Barinas y en los Llanos. La penetración de la luz solar en este bioma permite el crecimiento de hierbas y arbustos, que forman un conjunto boscoso. Tiene árboles de gran valor maderero, como jabilo, araguaney y yagrumo. La fauna está compuesta por reptiles como matos, camaleones, tuqueques, muchas especies de culebras, como mapanares, corales venenosas, tragavenados; aves como palomas montañeras, pavas de monte, guacharacas, paujíes; y mamíferos como lapas, venados, chigüires, monos y cachicamos.